# Polana pod Ozielcem
Polana pod Ozielcem (słow. Poľana pod Oželcom) – polana w Dolinie za Tokarnią (słow. Babia dolina) na północnej stronie słowackich Tatr Bielskich.
Polana znajduje się na wysokości około 940 m n.p.m., w miejscu, w którym droga jezdna prowadząca doliną zaczyna stromo wznosić się na Ozielec. W lewo odgałęzia się od niej droga prowadząca dalej dnem doliny do jej górnej części (Babiej Doliny). W odległości około 200 m (w dól doliny) znajduje się Kardolińska Polana, a w odległości kilkuset metrów w górę doliny – Babia Polanka.
Polana znajduje się na obszarze ochrony ścisłej TANAP-u i nie prowadzi przez nią żaden szlak turystyczny. Z tego względu jest praktycznie nieznana i na mapach nie posiada nazwy. Jej nazwa jest autorstwa W. Cywińskiego. Obok Kardolińskiej Polany prowadzi na Kardolińską Przełęcz stroma droga leśna, wyżej zamieniająca się w ścieżkę.